# Dársena del Guadalquivir
La Dársena del Guadalquivir, o  Canal de Alfonso XIII, corresponde al antiguo cauce del río Guadalquivir, que una vez canalizado discurre al oeste del antiguo médano de Tablada; actualmente se encuentra cegado al norte por el Tapón de San Jerónimo, conectándose el puerto de Sevilla, que quedó en el interior del canal, con la vía fluvial por una esclusa situada al sur que permite el tráfico marítimo. Se halla en el municipio de Sevilla (Andalucía, España) excepto dos pequeños sectores, uno situado al sur que pertenece al de Dos Hermanas y en la parte norte otro (la ribera oeste) al de Santiponce. Posee unos 13,5 kilómetros de longitud, con un ramal del puerto de unos 800 metros, y la salida al río por la esclusa de casi 3 kilómetros.

## Historia
Para evitar las importantes inundaciones por las que se veía afectada la ciudad, se creó un nuevo cauce por la Cartuja, que se unió en San Juan de Aznalfarache con el antiguo cauce abandonado tras la creación del canal de Alfonso XIII, y se taponó el río en Chapina, la entrada norte del río en Sevilla. Quedaba de este modo construida una parte de la dársena, que recibe en su totalidad el nombre de canal de Alfonso XIII, como un brazo muerto del río, cerrado al norte por el citado tapón, y al sur por la esclusa del puerto.
La dársena discurre a lo largo del viejo cauce histórico del río entre el paseo de Colón en la orilla del Casco Antiguo y la calle Betis en la de Triana, y está cruzado por algunos de los puentes más antiguos y conocidos de la ciudad, como son el puente de Triana, el puente de San Telmo, el puente de los Remedios y el puente del Centenario.
Con las obras de la Exposición Universal de 1992 se volvió a abrir el tapón de Chapina, desplazándose su final más hacia el norte, hasta la zona de San Jerónimo (donde se encuentran un parque y una estación depuradora de aguas residuales), incorporando a la dársena el Meandro de San Jerónimo; aunque, en esta ocasión, el cauce y el río se encuentran comunicados por conducciones subterráneas bajo el tapón cuyo caudal es regulable.

## Inundaciones históricas de Sevilla
- Diciembre de 1876.
- Marzo de 1892. La ciudad estuvo a punto de inundarse por el terraplén del ferrocarril Sevilla-Córdoba. En la calle Maese Rodrigo el agua llegó a una altura de 1,85 metros. El nivel que alcanzó el río fue de 12,1 metros. De haber accedido el agua al interior de la ciudad, habría provocado una capa de agua de 4 metros en la Alameda de Hércules y de tres metros en la plaza del Duque.[1]

## Galería

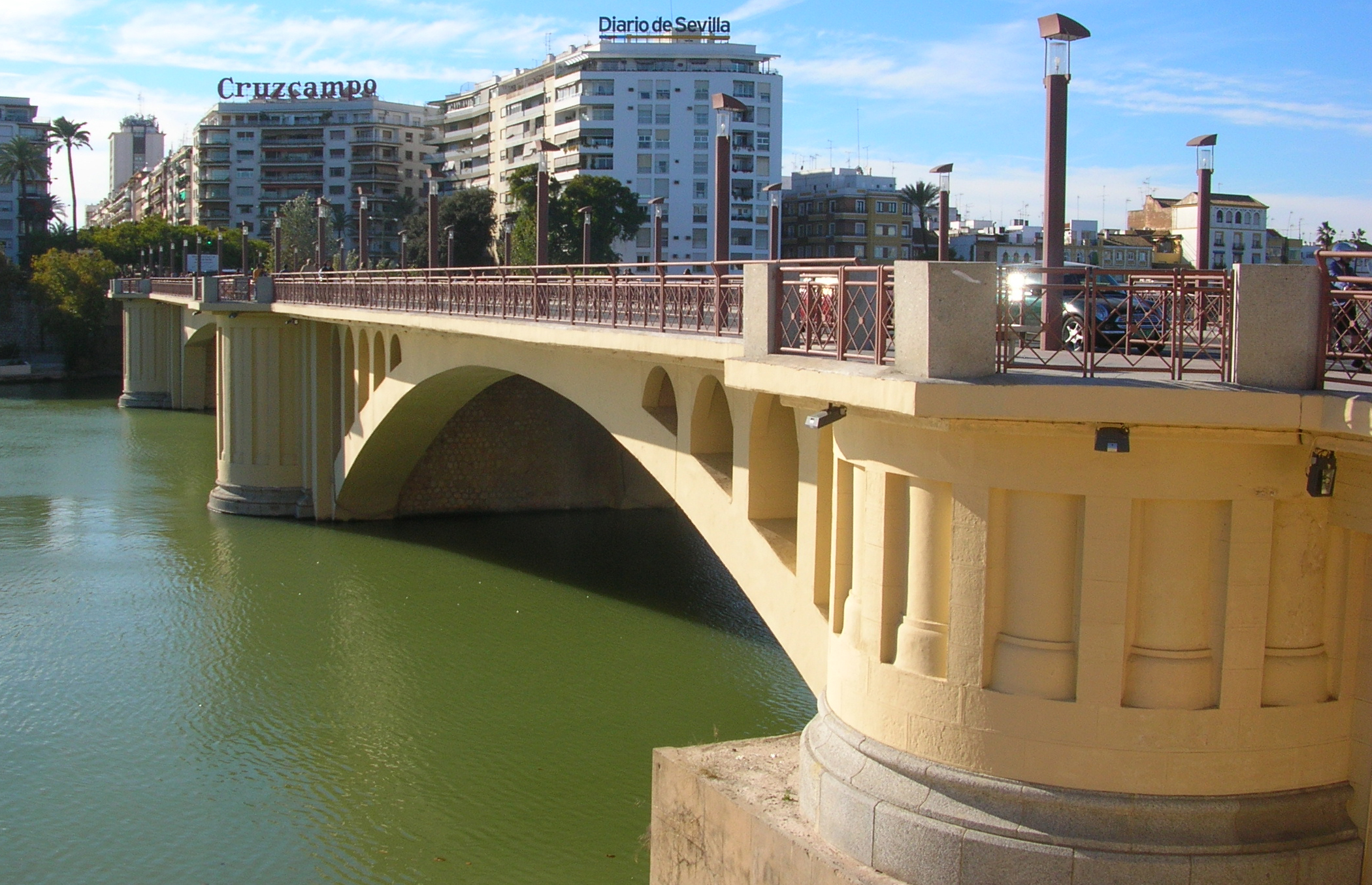
La dársena de Sevilla a la altura del puente de San Telmo.
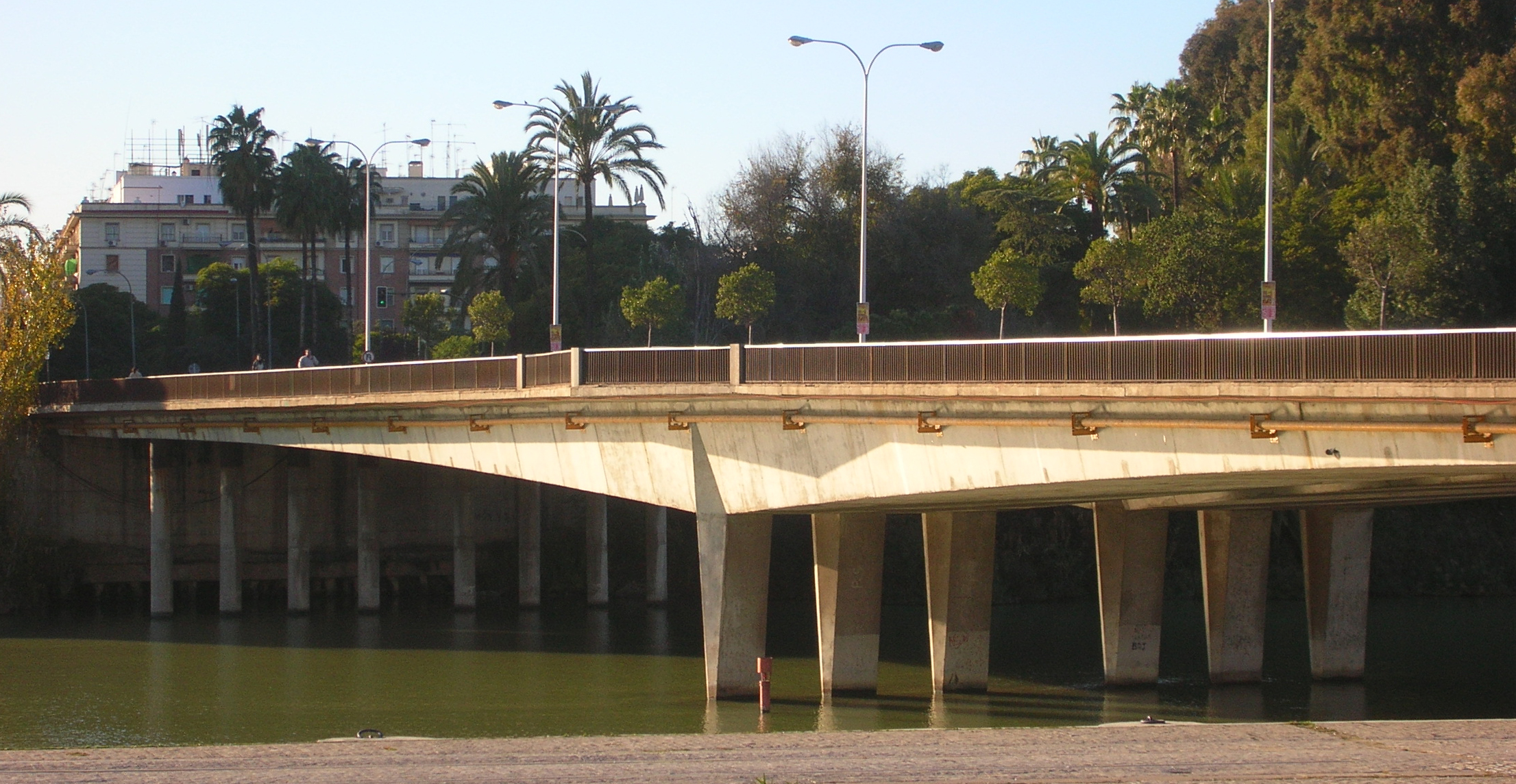
El canal bajo el puente de los Remedios.
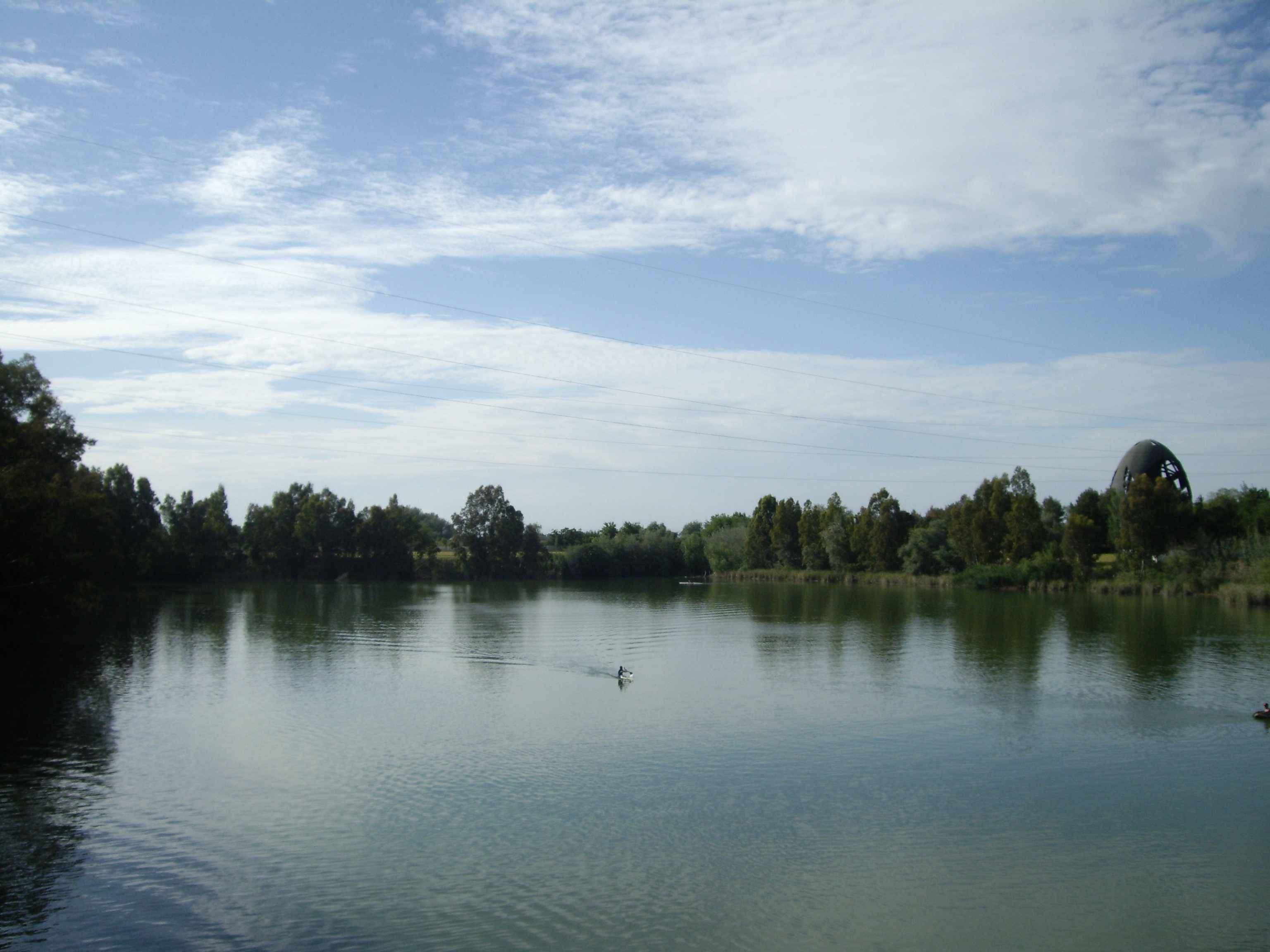
Final de la Dársena del Guadalquivir, en el Parque de San Jerónimo, en su frontera con el Parque del Alamillo.